# Miedering
Miedering ist ein Gemeindeteil der Gemeinde Affing mit rund 40 Einwohnern im Landkreis Aichach-Friedberg, der zum Wittelsbacher Land im Regierungsbezirk Schwaben in Bayern gehört.

## Geographie
Miedering liegt an der Lechleite an der Kreisstraße AIC 25 von Mühlhausen (Affing) nach Friedberg (Bayern). Der Ort befindet sich in der östlichen Einflugschneise des rund zwei Kilometer entfernten Verkehrslandeplatzes Augsburg und ist somit unmittelbar von Fluglärm betroffen.

## Geschichte
Miedering (Mütriching - Siedlung der Leute eines Muotich) ist ein alter Herrenbesitz gewesen. Zum Ende des 12. Jahrhunderts erscheinen zwei Angehörige des Ortsadels als Zeugen für die Klöster Indersdorf und St. Ulrich und Afra in Augsburg. Urkundlich bezeugt sind 1162–1170 Werinhart de Můterchingen (Dienstmann bzw. Ministeriale des letzten Grafen von Dachau) und 1200–1217 Eberhard von Mütrichingen (wittelsbachischer Dienstmann).

## Bau- und Bodendenkmäler

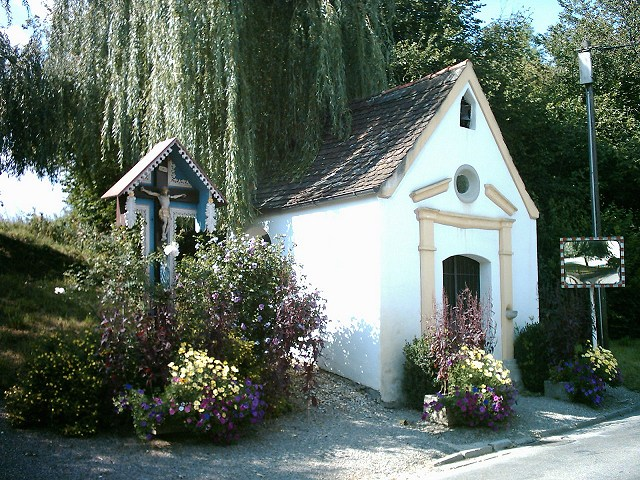
Kapelle St. Elisabeth

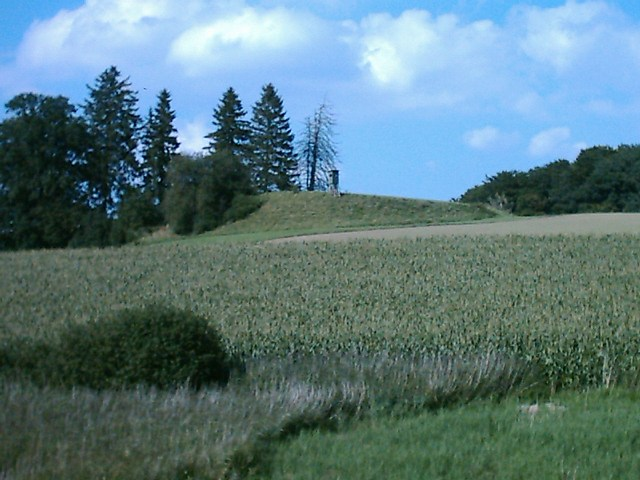
Burgstelle in Miedering

- Kapelle St. Elisabeth
- Burgstall Miedering